# 小林周蔵
小林 周蔵（こばやし しゅうぞう、1899年〈明治32年〉3月31日 - 1984年〈昭和59年〉10月9日）は、昭和時代の日本の実業家である。信越化学工業の第5代社長を務めた。現在の長野市出身。

## 経歴
1899年（明治32年）3月31日、小林太一郎の三男として生まれる。出身地は長野県上水内郡朝陽村（現・長野市）。長野中学校を卒業したのち、東京商科大学（現一橋大学）大学予科を経て1924年（大正13年）3月同大学本科を卒業した。
大学卒業後は前年に設立されたばかりの電機メーカー富士電機製造（現・富士電機）へと志願入社し、川崎工場に配属された。1931年（昭和6年）秋、富士電機製造から退社し、郷里長野県の電力会社信濃電気に入社する。当時の信濃電気社長は小坂順造だが、小林の入社直前まで1年間のみ富士電機製造社長の名取和作が社長を兼ねていた。小林の移籍は名取と小坂の相談により決定されたものである。信濃電気では主として経理を担当しており、1934年時点の役職員録には経理課長を務めるとある。
1937年（昭和12年）3月、信濃電気と長野電灯の合併により長野電気（社長小坂順造）が発足する。小林は同社でも引き続き経理課長として勤務し、1940年（昭和15年）4月24日の株主総会にて川原富治（電気課長）とともに取締役に選出された。しかし2年後の1942年（昭和17年）5月、長野電気は国策会社日本発送電および中部配電へと設備を出資し解散した。そのため小林は信越化学工業へと移り、1942年6月同社取締役に就任した。信越化学工業は旧信濃電気が1926年（大正15年）に設立した石灰窒素メーカーである。
太平洋戦争後の1947年（昭和22年）6月、小坂善太郎（社長小坂順造の長男）に代わって信越化学工業の常務取締役に就任する。1951年（昭和26年）に小坂徳三郎（順造の三男）が副社長となった後も引き続き常務を務め、1956年（昭和31年）7月徳三郎が社長に昇格するとともに小林は専務取締役となった。副社長への昇格は4年後、1960年（昭和35年）7月である。1950年代以降、信越化学工業ではケイ素樹脂（シリコーン）や塩化ビニル樹脂など有機化学部門への積極投資が続けられ、石灰窒素主体の経営からの脱却が図られた。小林は小坂家の「大番頭」として、こうした会社の体質改善を積極的に推進する徳三郎を補佐していたという。
1971年（昭和46年）7月、小坂徳三郎の後任として信越化学工業第5代社長に就任した。社長昇格は先に衆議院議員となっていた徳三郎が政界に専念すべく退任したためで、自身の後任副社長には小坂家に並ぶ大株主でもある専務の小田切新太郎を昇格させた。こうして社長に登った小林だが、就任時から次の世代に引き継ぐための過渡期的社長と観られており、1974年（昭和49年）7月、在職3年で小田切と交代し社長から退いた。退任後は取締役会長に移ったが、翌1975年（昭和50年）8月これも退いて監査役となった。以後、1982年（昭和57年）8月まで監査役に在任した。1984年（昭和59年）10月9日、急性心不全のため東京都新宿区高田馬場の自宅で死去。85歳没。